# Chaos (améba)
Chaos je rod velkých améb z třídy Tubulinea, řádu Tubulinida. Je blízce příbuzný rodu Amoeba. Měňavka rodu Chaos byla poprvé popsána Carlem Linném v roce 1767. Použitý název napovídá, že si s nimi nevěděl rady a také proto do rodu Chaos zařadil většinu tehdy známých prvoků. Až později byla klasifikace rozpracována lépe. Měňavka rodu Chaos byla izolována poprvé až v 50. letech v Illinois, USA pod názvem Chaos illinoisense.
Dosahují na jednobuněčný organismus obrovských velikostí, i několik milimetrů. Mají v buňce několik jader a obvykle netvoří cysty (ale některé ano). Glykokalyx (vnější vláknitá hmota) je někdy přítomna a jindy nikoliv.